# Paraeccopsis
Paraeccopsis là một chi bướm đêm thuộc phân họ Tortricinae của họ Tortricidae.

## Các loài
- Paraeccopsis insellata Meyrick, 1920